# منطقه حفاظت‌شده پلنگ‌دره
منطقهٔ حفاظت‌شدهٔ پلنگ‌دره یک منطقهٔ حفاظت‌شده با مساحت ۳۴۱۲۶ هکتار است که در استان قم در ایران قرار دارد. این منطقهٔ حفاظت‌شده طبق مصوبهٔ شمارهٔ ۷۲۰ در تاریخ ۱۳۸۹/۱۱/۱۱ در فهرست مناطق تحت حفاظت سازمان محیط زیست ایران قرار گرفت.